# Anisomys imitator
Genre
Espèce
Statut de conservation UICN

 LC  : Préoccupation mineure
Le genre Anisomys ne comporte qu'une seule espèce, un rongeur de la famille des Muridés :

- Anisomys imitator, appelé squirrel-toothed rat (rat à dents d'écureuil) par les anglophones. On le rencontre en Indonésie et en Papouasie-Nouvelle-Guinée (UICN).